# Anacapa (higo)
Anacapa es un cultivar de higuera de tipo higo común Ficus carica autofértil, bífera es decir con dos  cosechas por temporada las brevas de primavera-verano, y los higos de verano-otoño, de higos con epidermis con color de fondo verde marronáceo y sobre color ausente. Se localiza en la colección del National Californian Germplasm Repository - Davis en California.

## Sinonimia
- „Anacapa fig“ [5][6]

## Historia
Esta variedad de higo fue descubierta por un miembro de la Sociedad de Horticultura de Santa Bárbara que mencionó que había estado viendo crecer una higuera en el tronco de una palmera Butia durante los últimos 15 años aquí en la ciudad de Santa Bárbara, comenzando desde una semilla, lo que supuso era un tamaño de plántula en un árbol grande que ahora se entrelazaba en la palma de la manera más asombrosa.
Esta variedad de higuera 'Anacapa' está cultivada en el NCGR, Davis (National Californian Germplasm Repository - Davis).

## Características
La higuera 'Anacapa' es un árbol de tamaño grande, con un porte esparcido, muy vigoroso, muy fértil en la cosecha de higos. Sus hojas son pentalobadas (5 lóbulos) con el lóbulo nº 3 de forma espatulada con una indentación mayor que el resto de los lóbulos. Es una variedad bífera de tipo higo común, de producción escasa de brevas y abundante de higos dulces.
La higuera 'Anacapa' probablemente sea una plántula procedente de una semilla de un higo de la variedad 'Mission', pero no es de color negro morado, puede ser más grande en 1/3 que uno de 'Mission', menos denso y profundo de sabor, pero más delicioso con dulzor miel. La carne no es de color rojo oscuro, sino más bien un color de carne de 'Brown Turkey' pero no es un 'Brown Turkey'. Obtiene 2 cosechas al año si se dan condiciones favorables.

## El cultivo de la higuera
Los higos 'Anacapa' son aptos para la siembra con protección en USDA Hardiness Zones 5 a más cálida en el estado de Nueva York, su USDA Hardiness Zones óptima es de la 6 a la 10. El fruto de este cultivar es de tamaño mediano, jugoso y muy dulce.